# Mount Marcus Baker
Mount Marcus Baker je s nadmořskou výškou 4 016 metrů nejvyšší hora pohoří Chugach Mountains.
Nachází se v západní části pohoří, na jihu Aljašky, ve Spojených státech amerických. Leží necelých 120 km severovýchodně od Anchorage.
Má dva nižší vrcholy: Mount Marcus Baker-South Peak (3 729 m) a Mount Marcus Baker-Southwest Slope (3 688 m). Mount Marcus Baker má jednu z nejvyšších prominencí v Severní Americe (3 269 m)
a osmou nejvyšší ve Spojených státech.
Hora byla pojmenována v roce 1924 podle kartografa U.S. Geological Survey Marcuse Bakera.